# Микола Солонер

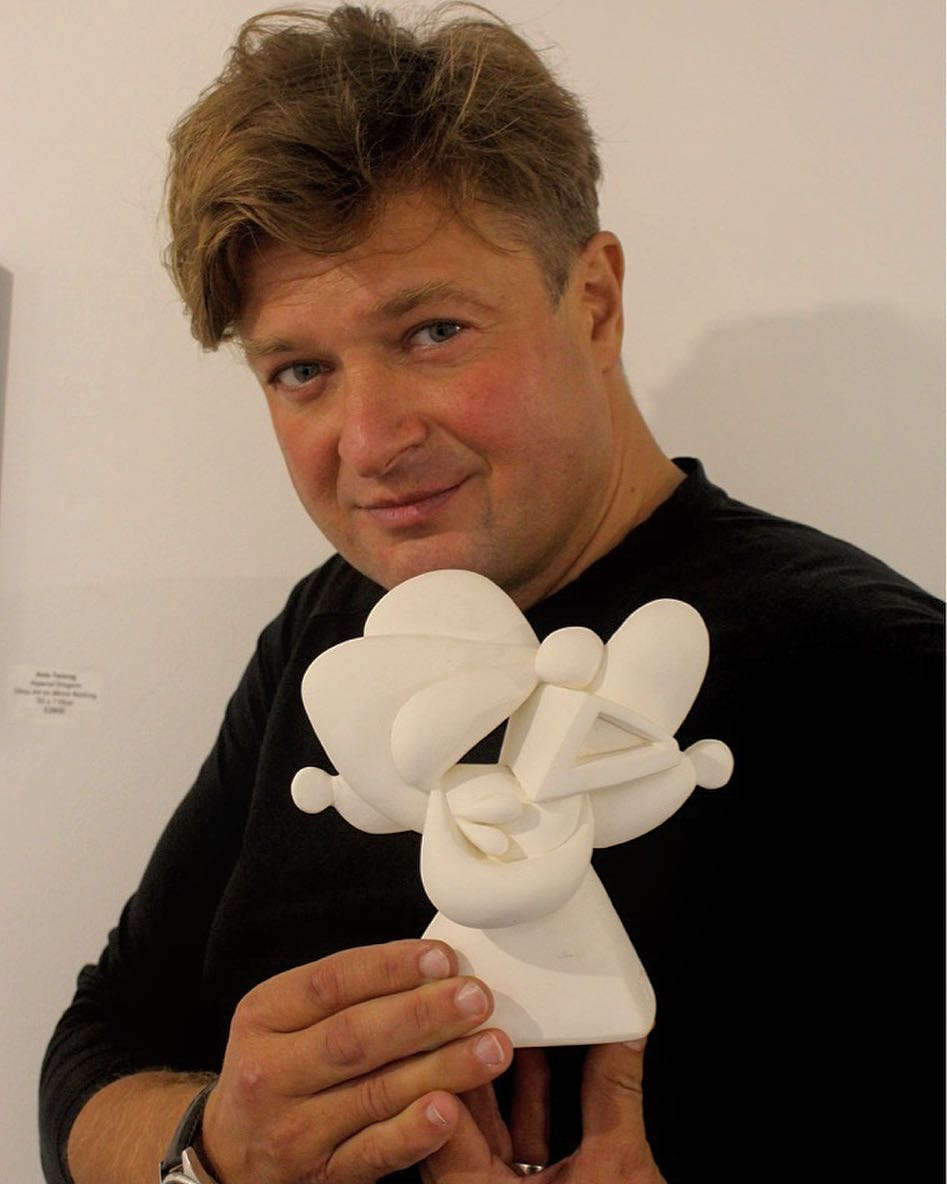
Микола Солонер

Микола Солонер (англ. Mykola (Nick) Solonair, народився 6 вересня 1974 в Тернополі) — український і британський скульптор, митець, засновник "Пазлфаунізму", інтелектуальний вільнодумець, автор дитячої ілюстрованої книги "Маленький Томмі та Королівство хмарин" у двох частинках, яка була надрукована в Англії.

## Життєпис
У 1996 році переїхав до Лондона. Закінчив Коледж мистецтв Кенсінгтон і Челсі (англ. Kensington and Chelsea College of Art) в Лондоні, відділ Професійної скульптури.
Член Мистецького клубу Челсі, Лондон, Велика Британія.

## Пазлфаунізм

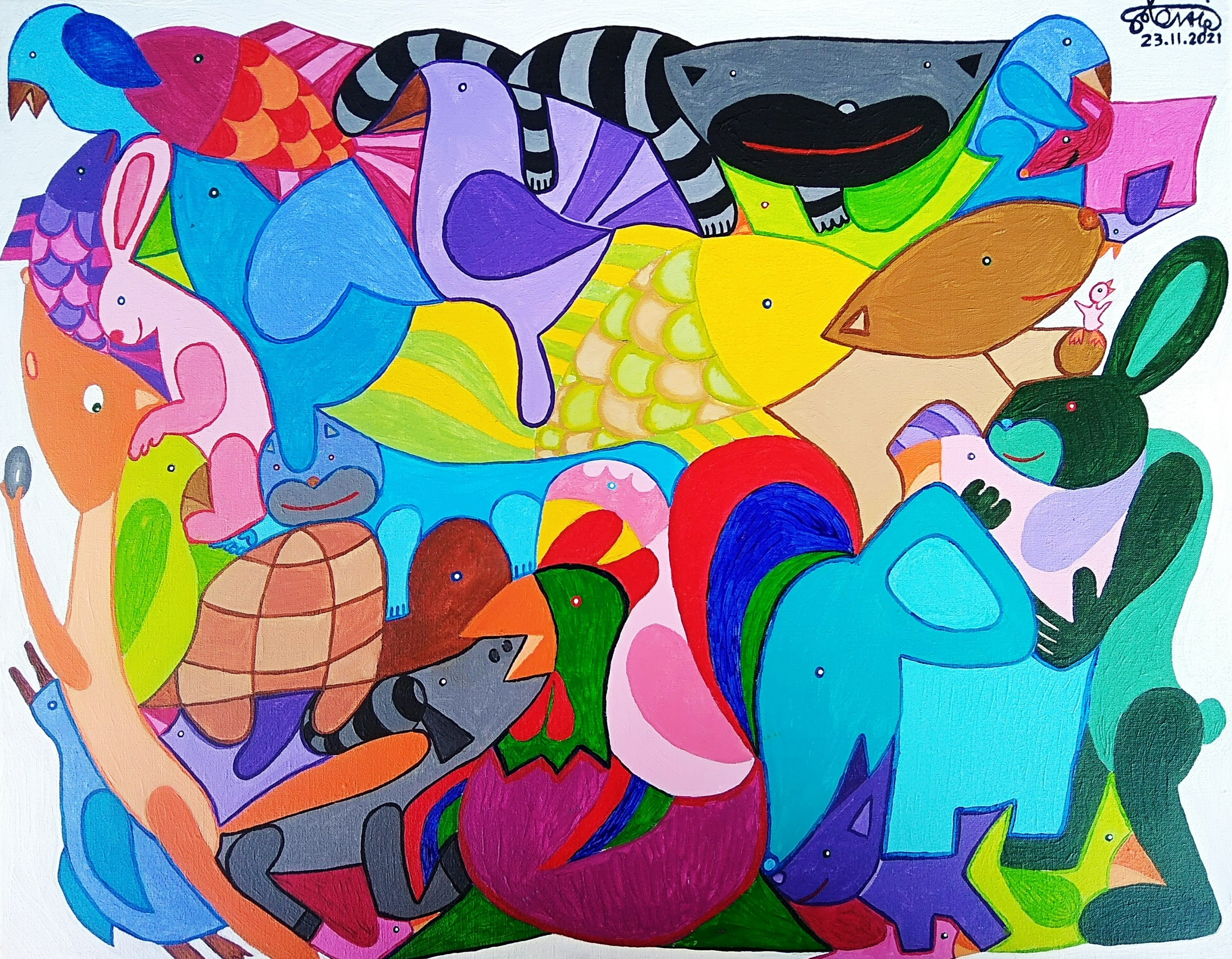
Картина Миколи Солонера у стилі Пазлфаунізм

У 2004 році Микола Солонер винайшов новий стиль у мистецтві, який назвав "Пазлфаунізм". 
"Пазлфаунізм" — це довільне розміщення символів тварин, які наче пазли, створюють єдиний твір мистецтва. Він може використовуватися в скульптурі, картинах чи графіці.

## Книжки
- Little Tommy and the Kingdom of Clouds: Crossing the Rainbow Bridge — 2021 рік; GB Publishing Org[2]
- Little Tommy and the Kingdom of Clouds: Adventures in Sports and the Arts — 2021 рік; GB Publishing Org[2]

## Виставки
Створив понад 500 скульптур.
Персональні та групові виставки:
- 2007 — Музей Вікторії та Альберта ( Victoria and Albert museum ) , London, UK
- 2007—2010 — Opera Gallery , London, UK[3]
- 2013—2018 — Тернопільський обласний краєзнавчий музей, Україна[4]
- 2015 — Національна академія мистецтв України, Київ, Україна виставка "Україна очима українських митців з туманного Альбіону [Архівовано 13 лютого 2020 у Wayback Machine.]".
- 2018—2020 — Арт галерея, Тернопільська обласна організація Національної спілки художників, Тернопіль, Україна[5][6]
- 2019 — Фестиваль Українського мистецтва у Римі (Ukrainian Art Fest Nuova Primavera) , Музейний комплекс Palazzo Velli Expo, Roma, Italy[7]
- 2019 — Венеційська бієнале ( Biennale D'arte di Venezia, Italy ), "Alive in the Universe"  1 minute films[8] http://www.aliveintheuniverse.com/home-1 [Архівовано 2 лютого 2020 у Wayback Machine.]

З 2021 року в  Вишнівецькому Палаці, Вишнівець, Україна, проходить постійна виставка скульптур в стилі Пазлфаунізм.

## Галерея творів

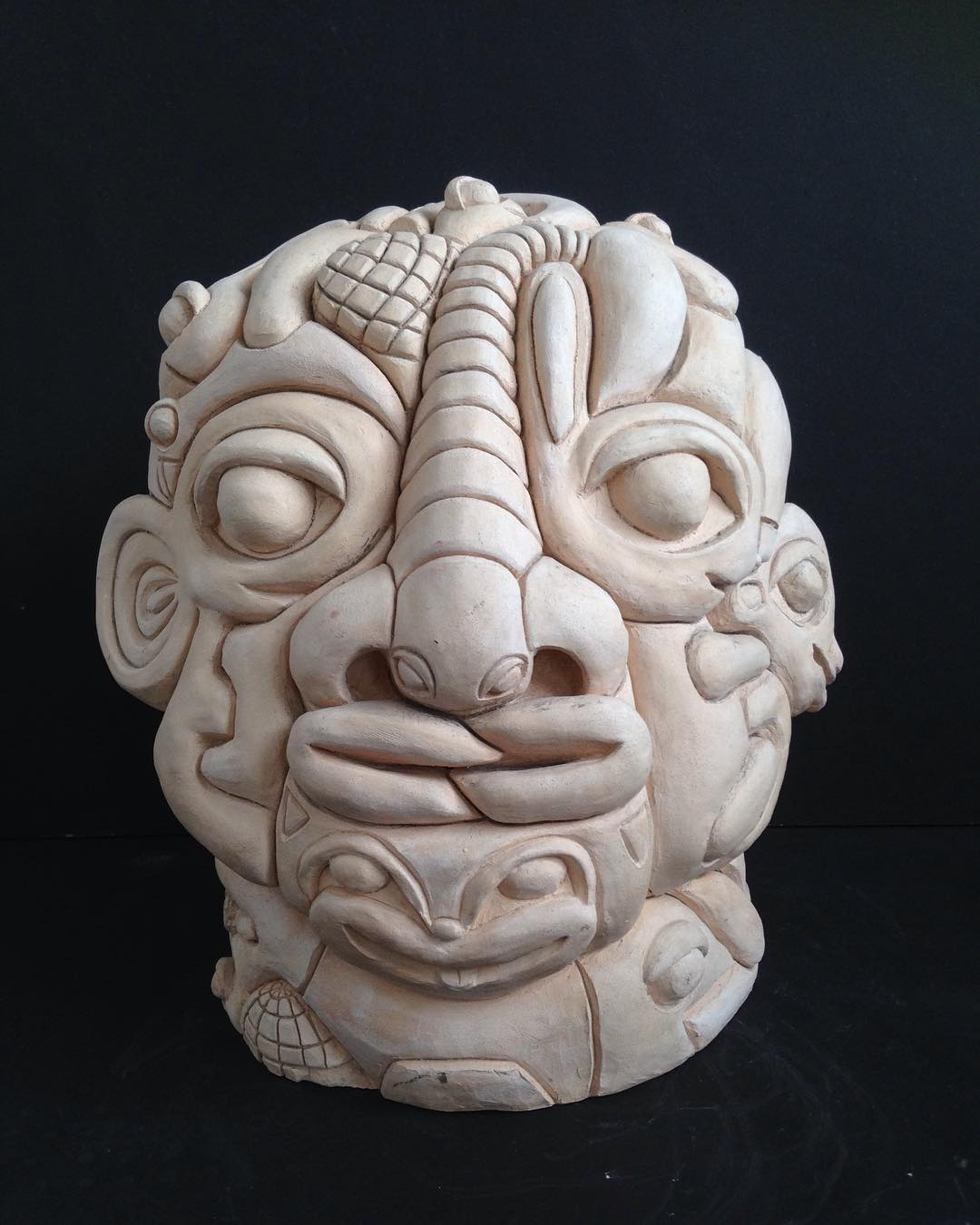
Людина-Скорпіон — скульптура виконана у стилі "Пазлфаунізм".
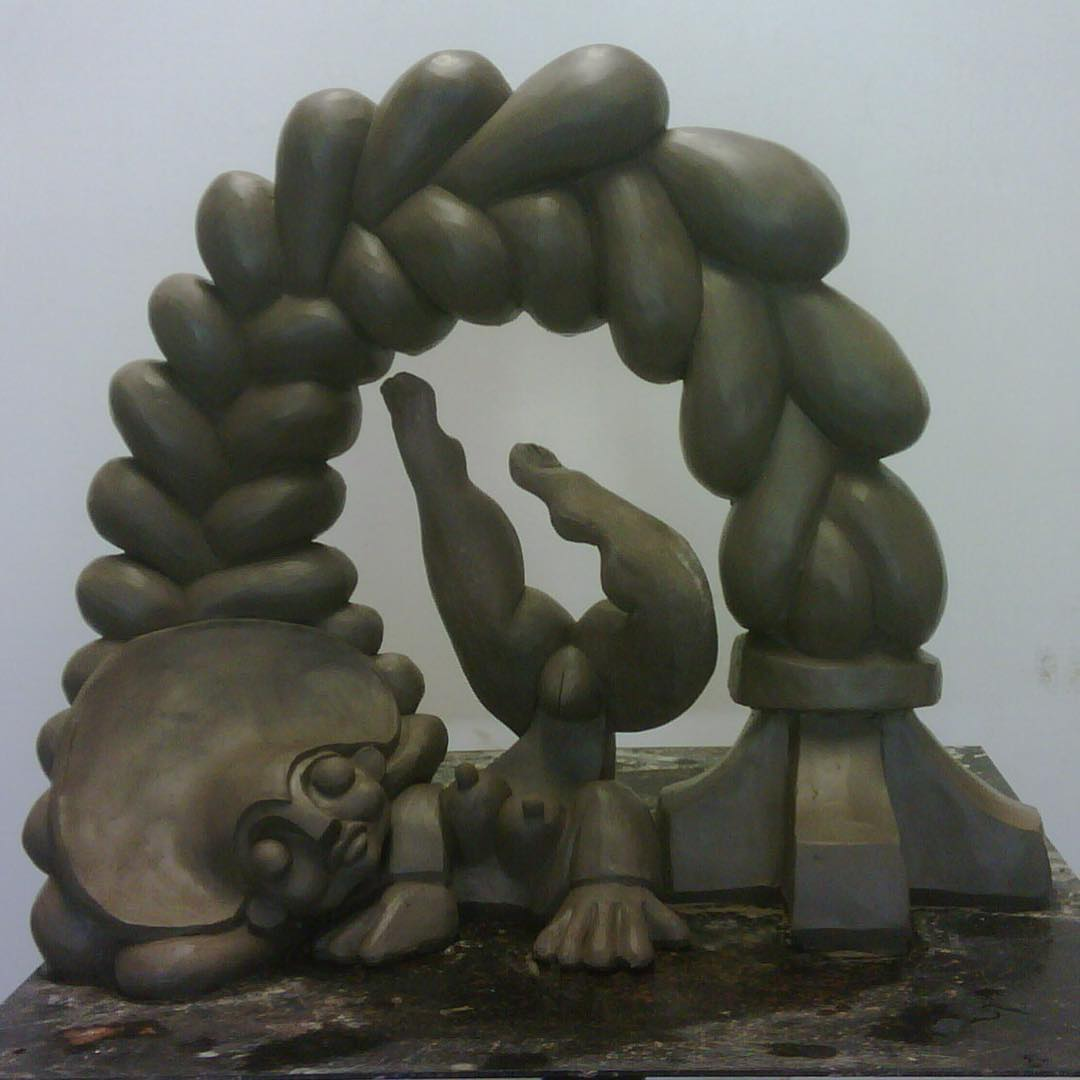
Дівчина з косою
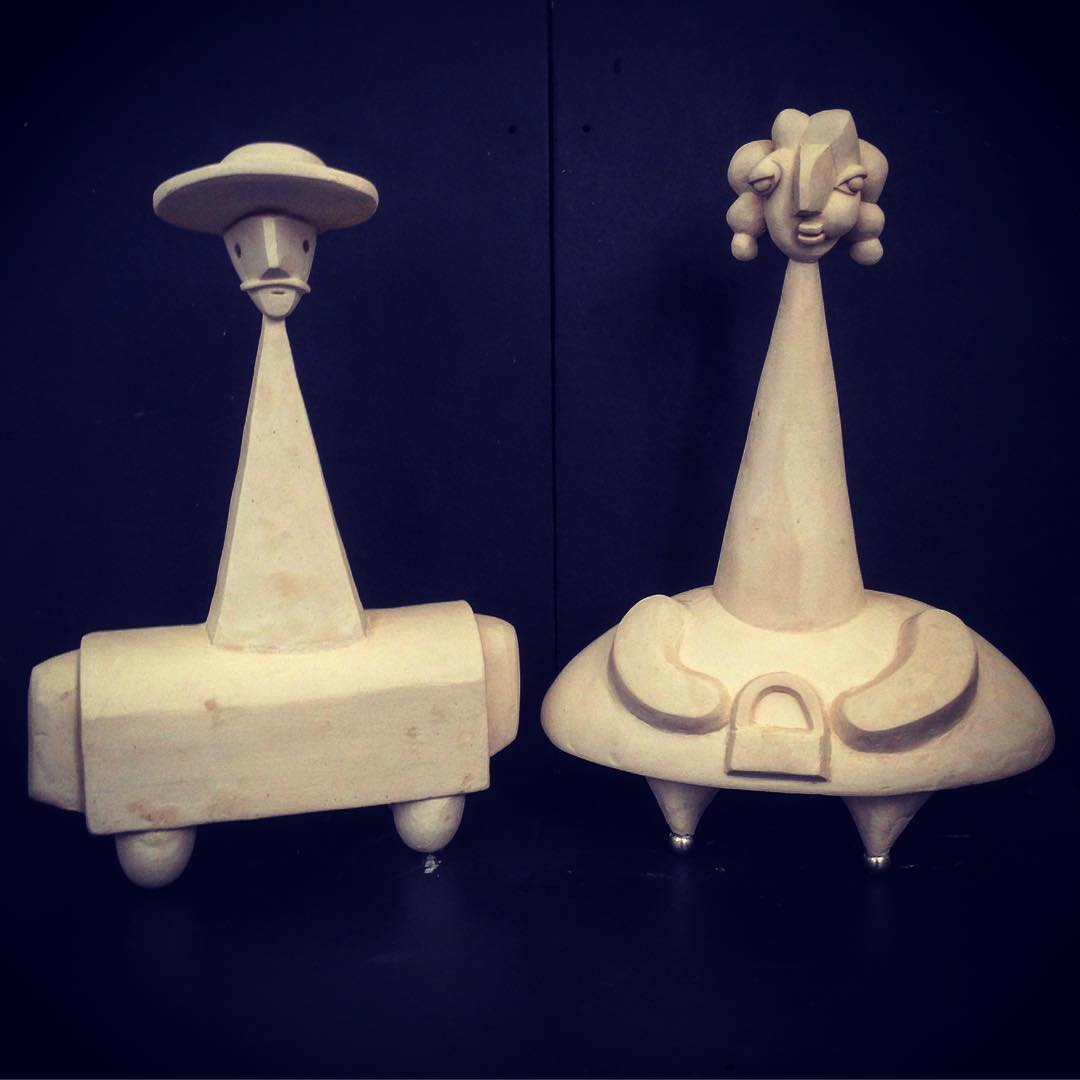
Чоловік і Жінка